# Kanton Épinay-sous-Sénart
Kanton Épinay-sous-Sénart is een kanton van het Franse departement Essonne. Kanton Épinay-sous-Sénart maakt deel uit van het arrondissement Évry. Het heeft een oppervlakte van 45.07 km² en telt 58.431 inwoners in 2018.

## Gemeenten
Het kanton Épinay-sous-Sénart omvatte tot 2014 de volgende gemeenten:
- Boussy-Saint-Antoine
- Épinay-sous-Sénart (hoofdplaats)
- Quincy-sous-Sénart
- Varennes-Jarcy

Door de herindeling van de kantons bij decreet van 24 februari 2014, met uitwerking op 22 maart 2015 werden de volgende gemeenten eraan toegevoegd:
- Brunoy (westelijk deel)
- Morsang-sur-Seine
- Saint-Pierre-du-Perray
- Saintry-sur-Seine
- Tigery